# Mihael Kambič
Mihael Kambič, slovenski slikar, * 14. september 1887, Dragovanja vas, † 7. januar 1979, Dragovanja vas. 
Leta 1908 je maturiral na novomeški gimnaziji in nato do 1915 študiral slikarstvo v Pragi. Po opravljenem državnem izpitu je poučeval risanje v Kufsteinu (Avstrija) in na gimnaziji v Ljubljani. Kot slikar je risal v olju, akvarelu in pastelu. Risal je tudi knjižne okraske (vinjete) za revijo Lovec in njegov ovitek. Leta 1922 je prejel prvo nagrado za plakat jugoslovanskega sokolskega zleta v Ljubljani.